# Michail Fjodorowitsch Orlow

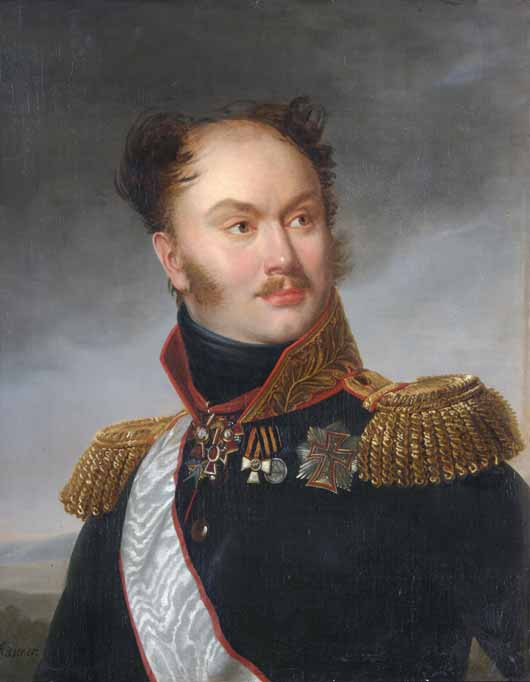
Michail Fjodorowitsch Orlow

Michail Fjodorowitsch Orlow (russisch Михаил Фёдорович Орлов; wissenschaftliche Transliteration Michail Fëdorovič Orlov, * 25. Märzjul. / 5. April 1788greg. in Moskau; † 19. Märzjul. / 31. März 1842greg. ebenda) war ein russischer Generalmajor und Dekabrist, der dem Adelsgeschlecht der Orlows entstammt. Er nahm an den Feldzügen von 1805 und 1807 und dem Vaterländischen Krieg von 1812 teil.

## Werke
- О государственном кредите (Vom staatlichen Kredit) (1833)